# 甘丹曲东觉拉康
甘丹曲东觉拉康，位于西藏自治区当雄县公塘乡，是一座藏传佛教寺院。

## 简介
甘丹曲东觉拉康位于康玛寺西南方向约200米处。2009年，据甘丹曲东觉拉康的僧人介绍，该拉康的时代与康玛寺的时代相同，约在12世纪。现存的拉康于1980年代中后期在原拉康的旧址上重建。
2009年9月至10月，拉萨市文物普查队在当雄县进行文物普查时，发现了甘丹曲东觉拉康。该拉康由院落、赞康、主多康、僧舍、仓库组成。主多康原来是两层，现为一层土木石结构，面阔、进深都是1柱2间。在主多康的西、北两面墙上，镶嵌着石刻造像234尊，造像的尺寸大体相同，均为高25厘米、宽15厘米左右。西墙壁发现造像105尊，分布面积为1.5×2.3平方米，内容包括千佛、八大药师、三怙主、三世药佛等等；北墙壁发现造像129尊，分布面积为1.5×2.9平方米，内容包括师徒三尊、印度八十道、米拉日巴、绿度母、白度母、莲花生八像、长寿佛等等。造像均为阳刻，局部采用阴线画法，风格和康玛寺玛尼拉康的石刻很接近。